# Guillermo Uribe Holguín
Guillermo Uribe Holguín (født 17. marts 1880 i Bogotá, Colombia – død 26. juni 1971) var en colombiansk komponist.
Holguín var en vigtig komponist i Sydamerika, og er nok den mest produktive og en af de betydningsfulde symfoni komponister i Columbia. Han har komponeret 11 symfonier, en Pequena Suite for guitar dedikeret til guitaristen Andrés Segovia, kammermusik, opera og ballet musik, og mange orkesterværker.

## Udvalgte værker
- Symfoni "Terræn" (?) - for orkester
- Symfoni "Bochica" (?) - for orkester
- Symfoni nr. 1 (1914, rev. 1947) - for orkester
- Symfoni nr. 2 "Fra Terroir" (1924) - for orkester
- Symfoni nr. 3 (1929) - for orkester
- Symfoni nr. 4 (1955) - for orkester
- Symfoni nr. 5 (1956) - for orkester
- Symfoni nr. 6 (1956) - for orkester
- Symfoni nr. 7 (1957) - for orkester
- Symfoni nr. 8 (1957, rev. 1958) - for orkester
- Symfoni nr. 9 (1959) - for orkester
- Symfoni nr. 10 (1960) - for orkester
- Symfoni nr. 11 (1961) - for orkester